# Porta dovellada de l'Ajuntament
La Porta dovellada de l'Ajuntament és una obra d'Alella (Maresme) inclosa a l'Inventari del Patrimoni Arquitectònic de Catalunya.

## Descripció
Portal adovellat de mig punt de pedra tallada. Col·locat a la seu de l'Ajuntament, un edifici de nova construcció. En enderrocar l'antic edifici, la portalada fou desmuntada i reinstalada de nou. Sobre la dovella clau hi ha una inscripció amb el nom d'Alella i la data 1591. Al centre un escut amb restes de policromia conté una ala esculpida.